# Associação de Vôlei Norte Catarinense 2023-2024
Questa voce raccoglie le informazioni riguardanti l'Associação de Vôlei Norte Catarinense nella stagione 2023-2024.

## Stagione
L'Associação de Vôlei Norte Catarinense utilizza la denominazione sponsorizzata Joinville Vôlei nella stagione 2023-24.
Partecipa per la prima volta alla Superliga Série A, classificandosi al settimo posto in regular season: ai play-off scudetto supera l'Amigos do Vôlei ai quarti di finale, prima di essere eliminato in semifinale dal Sesi, ottenendo un quarto posto finale. In Coppa del Brasile non va oltre i quarti di finale, estromesso dal torneo per opera del Sada, chiudendo all'ottavo posto.
In ambito locale conquista il primo titolo della sua storia, aggiudicandosi il Campionato Catarinense.

## Organigramma societario
Area direttiva
- Presidente: Giovane Gávio

Area tecnica
- Allenatore: Pedro Uehara
- Secondo allenatore: Victor Hillmann Despíndola
- Assistente allenatore: William Machado
- Preparatore atletica: Eduardo Perini Aviz

Area medica
- Fisioterapista: Cristian Franzosi

## Rosa
| N° | Nome                   | Ruolo | Data di nascita   | Nazionalità sportiva |
| -- | ---------------------- | ----- | ----------------- | -------------------- |
| 1  | Luiz da Silva          | L     | 30 gennaio 2002   | Brasile              |
| 2  | Guilherme Hage         | S     | 28 ottobre 1988   | Brasile              |
| 3  | Michel Saraiva         | C     | 9 marzo 1993      | Brasile              |
| 4  | Leonardo do Nascimento | S     | 16 marzo 1995     | Brasile              |
| 6  | Robert Araújo          | C     | 10 marzo 1996     | Brasile              |
| 7  | Gabriel Yan            | P     | 31 marzo 2003     | Brasile              |
| 8  | Henrique Honorato      | S     | 18 marzo 1997     | Brasile              |
| 9  | Daniel Pinto           | S     | 25 settembre 2001 | Brasile              |
| 10 | Tiago Brendle          | L     | 21 ottobre 1985   | Brasile              |
| 12 | Lucas da Silva         | S     | 4 gennaio 2001    | Brasile              |
| 14 | Glauber Souza          | C     | 25 settembre 2001 | Brasile              |
| 17 | Rhendrick Rosa         | P     | 11 febbraio 1999  | Brasile              |
| 18 | Wallaf Oliveira        | O     | 14 gennaio 1998   | Brasile              |
| 19 | Yordan Bisset          | O     | 21 ottobre 1994   | Cuba                 |
| 20 | César de Paula         | P     | 19 dicembre 1991  | Brasile              |
| 21 | Matheus Dobkowski      | C     | 29 agosto 2005    | Brasile              |
| 22 | Thales Falcão          | C     | 24 dicembre 1995  | Brasile              |

## Mercato
| Acquisti | Acquisti               | Acquisti        | Acquisti   |
| R.       | Nome                   | da              | Modalità   |
| -------- | ---------------------- | --------------- | ---------- |
| L        | Tiago Brendle          | APAN            | definitivo |
| L        | Luiz da Silva          | Niterói         | definitivo |
| S        | Lucas da Silva         | BVC             | definitivo |
| S        | Leonardo do Nascimento | Montpellier     | definitivo |
| C        | Thales Falcão          | Benfica         | definitivo |
| S        | Henrique Honorato      | Minas           | definitivo |
| P        | Rhendrick Rosa         | Minas           | definitivo |
| C        | Michel Saraiva         | Amigos do Vôlei | definitivo |

| Cessioni | Cessioni           | Cessioni      | Cessioni   |
| R.       | Nome               | a             | Modalità   |
| -------- | ------------------ | ------------- | ---------- |
| P        | Evandro Batista    | -             | ritirato   |
| S        | Gabriel Scheffer   | AEESB         | definitivo |
| S        | Alexandre Monteiro | -             | ritirato   |
| C        | Kauai Grams        | -             | ritirato   |
| C        | Kaio Timbó         | AEESB         | definitivo |
| C        | Marcelo Falcão     | América       | definitivo |
| L        | Matheus Procópio   | São Sebastião | definitivo |
| L        | Felipe Cundiev     | APAN          | definitivo |

## Risultati

### Superliga Série A

#### Girone di andata
| 1ª giornata - 10 dicembre 2023 Centreventos Cau Hansen, Joinville              | Norte Catarinense | 3 - 0 | APAN              | 25-20, 27-25, 25-16               |
| 2ª giornata - 18 novembre 2023 Centreventos Cau Hansen, Joinville              | Norte Catarinense | 1 - 3 | Sada              | 20-25, 14-25, 25-17, 23-25        |
| 3ª giornata - 24 novembre 2023 Ginásio Poliesportivo Raul Belém, Uberlândia    | Academia do Vôlei | 1 - 3 | Norte Catarinense | 23-25, 15-25, 25-22, 16-25        |
| 4ª giornata - 30 novembre 2023 Ginásio Municipal Tancredo Neves, Montes Claros | AEESB             | 0 - 3 | Norte Catarinense | 16-25, 20-25, 21-25               |
| 5ª giornata - 5 dicembre 2023 Centreventos Cau Hansen, Joinville               | Norte Catarinense | 0 - 3 | Índios Guarus     | 23-25, 28-30, 14-25               |
| 6ª giornata - 11 novembre 2023 Arena Juscelino Kubitschek, Belo Horizonte      | Minas             | 3 - 0 | Norte Catarinense | 25-21, 25-20, 25-22               |
| 7ª giornata - 18 dicembre 2023 Centreventos Cau Hansen, Joinville              | Norte Catarinense | 3 - 1 | Sesi              | 30-32, 25-15, 25-23, 31-29        |
| 8ª giornata - 22 dicembre 2023 Ginásio do Taquaral, Campinas                   | BVC               | 2 - 3 | Norte Catarinense | 19-25, 25-21, 20-25, 25-23, 13-15 |
| 9ª giornata - 7 gennaio 2024 Centreventos Cau Hansen, Joinville                | Norte Catarinense | 1 - 3 | ABCD              | 25-18, 23-25, 18-25, 21-25        |
| 10ª giornata - 12 gennaio 2024 Arena Suzano, Suzano                            | Suzano            | 3 - 1 | Norte Catarinense | 25-20, 17-25, 25-20, 25-23        |
| 11ª giornata - 15 gennaio 2024 Centreventos Cau Hansen, Joinville              | Norte Catarinense | 2 - 3 | Amigos do Vôlei   | 21-25, 23-25, 25-23, 25-22, 11-15 |

#### Girone di ritorno
| 12ª giornata - 21 gennaio 2024 Ginásio Sebastião Cruz, Blumenau         | APAN              | 0 - 3 | Norte Catarinense | 15-25, 24-26, 19-25               |
| 13ª giornata - 27 gennaio 2024 Ginásio do Riacho, Belo Horizonte        | Sada              | 3 - 0 | Norte Catarinense | 25-18, 25-22, 25-22               |
| 14ª giornata - 3 febbraio 2024 Centreventos Cau Hansen, Joinville       | Norte Catarinense | 3 - 0 | Academia do Vôlei | 25-15, 25-16, 25-14               |
| 15ª giornata - 10 febbraio 2024 Centreventos Cau Hansen, Joinville      | Norte Catarinense | 3 - 0 | AEESB             | 26-24, 25-23, 25-22               |
| 16ª giornata - 19 febbraio 2024 Ginásio Ponte Grande, Guarulhos         | Índios Guarus     | 1 - 3 | Norte Catarinense | 21-25, 25-20, 18-25, 21-25        |
| 17ª giornata - 24 febbraio 2024 Centreventos Cau Hansen, Joinville      | Norte Catarinense | 1 - 3 | Minas             | 25-18, 23-25, 18-25, 21-25        |
| 18ª giornata - 1º marzo 2024 Ginásio Paulo Skaf, Bauru                  | Sesi              | 0 - 3 | Norte Catarinense | 25-27, 17-25, 32-34               |
| 19ª giornata - 4 marzo 2024 Centreventos Cau Hansen, Joinville          | Norte Catarinense | 2 - 3 | BVC               | 25-18, 25-20, 22-25, 20-25, 19-21 |
| 20ª giornata - 13 marzo 2024 Ginásio Oranides do Nascimento, Uberlândia | ABCD              | 3 - 0 | Norte Catarinense | 25-20, 25-20, 27-25               |
| 21ª giornata - 22 marzo 2024 Centreventos Cau Hansen, Joinville         | Norte Catarinense | 3 - 0 | Suzano            | 25-23, 25-13, 25-21               |
| 22ª giornata - 27 marzo 2024 Farma Conde Arena, São José dos Campos     | Amigos do Vôlei   | 3 - 0 | Norte Catarinense | 25-23, 25-16, 25-12               |

#### Play-off scudetto
| Quarti di finale (gara 1) - 2 aprile 2024 Farma Conde Arena, São José dos Campos  | Amigos do Vôlei   | 1 - 3 | Norte Catarinense | 20-25, 20-25, 25-17, 22-25        |
| Quarti di finale (gara 2) - 6 aprile 2024 Centreventos Cau Hansen, Joinville      | Norte Catarinense | 0 - 3 | Amigos do Vôlei   | 15-25, 21-25, 13-25               |
| Quarti di finale (gara 3) - 11 aprile 2024 Farma Conde Arena, São José dos Campos | Amigos do Vôlei   | 1 - 3 | Norte Catarinense | 26-28, 25-23, 23-25, 24-26        |
| Semifinali (gara 1) - 13 aprile 2024 Ginásio Paulo Skaf, Bauru                    | Sesi              | 3 - 2 | Norte Catarinense | 25-23, 21-25, 33-35, 25-22, 15-13 |
| Semifinali (gara 2) - 18 aprile 2024 Centreventos Cau Hansen, Joinville           | Norte Catarinense | 3 - 2 | Sesi              | 19-25, 25-21, 16-25, 25-22, 21-19 |
| Semifinali (gara 3) - 22 aprile 2024 Ginásio Paulo Skaf, Bauru                    | Sesi              | 3 - 0 | Norte Catarinense | 25-17, 25-20, 25-20               |

### Coppa del Brasile
| Quarti di finale - 25 gennaio 2024 Ginásio Poliesportivo do Riacho, Contagem | Sada | 3 - 1 | Norte Catarinense | 23-25, 25-22, 25-23, 25-19 |

## Statistiche

### Statistiche di squadra
| Competizione      | Punti | In casa | In casa | In casa | In trasferta | In trasferta | In trasferta | Totale | Totale | Totale |
| Competizione      | Punti | G       | V       | P       | G            | V            | P            | G      | V      | P      |
| ----------------- | ----- | ------- | ------- | ------- | ------------ | ------------ | ------------ | ------ | ------ | ------ |
| Superliga Série A | 34    | 13      | 6       | 7       | 15           | 8            | 7            | 28     | 14     | 14     |
| Coppa del Brasile | -     | 0       | 0       | 0       | 1            | 0            | 1            | 1      | 0      | 1      |
| Totale            | -     | 13      | 6       | 7       | 16           | 8            | 8            | 29     | 14     | 15     |

### Statistiche dei giocatori
| Giocatore        | Superliga Série A | Superliga Série A | Superliga Série A | Superliga Série A | Superliga Série A |
| Giocatore        | P                 | PT                | AV                | MV                | BV                |
| ---------------- | ----------------- | ----------------- | ----------------- | ----------------- | ----------------- |
| R. Araújo        | 23                | 61                | 54                | 5                 | 2                 |
| Y. Bisset        | 14                | 122               | 104               | 7                 | 11                |
| T. Brendle       | 28                | 0                 | 0                 | 0                 | 0                 |
| Luc. da Silva    | 27                | 69                | 60                | 0                 | 9                 |
| Lui. da Silva    | 8                 | 0                 | 0                 | 0                 | 0                 |
| C. de Paula      | 28                | 2                 | 0                 | 1                 | 1                 |
| M. Dobkowski     | 0                 | 0                 | 0                 | 0                 | 0                 |
| L. do Nascimento | 26                | 196               | 169               | 15                | 12                |
| T. Falcão        | 25                | 214               | 168               | 42                | 4                 |
| G. Hage          | 17                | 44                | 39                | 4                 | 1                 |
| H. Honorato      | 28                | 345               | 280               | 28                | 37                |
| W. Oliveira      | 26                | 219               | 194               | 17                | 8                 |
| D. Pinto         | 4                 | 1                 | 1                 | 0                 | 0                 |
| R. Rosa          | 28                | 54                | 26                | 7                 | 21                |
| M. Saraiva       | 28                | 302               | 217               | 70                | 15                |
| G. Souza         | 16                | 37                | 28                | 4                 | 5                 |
| G. Yan           | -                 | -                 | -                 | -                 | -                 |

P = presenze; PT = punti totali; AV = attacchi vincenti; MV = muri vincenti; BV = battute vincenti

NB: Non sono disponibili i dati relativi alla Coppa del Brasile e, di conseguenza, quelli totali.